# Raúl «Chato» Padilla
Raúl Padilla García (Monterrey, Nuevo León, 17 de junio de 1918-Ciudad de México, 3 de febrero de 1994), conocido como Raúl «Chato» Padilla, fue un actor y comediante mexicano. Es recordado por haber interpretado al personaje de Jaimito, el cartero, en la serie El Chavo del 8.
Comenzó su carrera como actor en 1923, participando en producciones teatrales para la compañía de teatro fundada por su padre. En 1964, hizo su debut en la televisión con la telenovela México 1900. De ahí en adelante, continuó participando en producciones de este tipo, de las cuales destacaron; El corrido de Lupe Reyes (1966), El usurpador (1967), Rubí (1968), y Angelitos negros (1970). Aunque su carrera se desarrolló principalmente en la tele, también participó en algunas películas cómo; Caballo prieto azabache (1968), Muera Zapata... Viva Zapata (1970), El ministro y yo (1976), y en algunas cintas del cine de ficheras que incluyeron; Bellas de noche (1975), Las tentadoras (1980), Burlesque (1980), y Sexo contra sexo (1980). Sin embargo, el éxito internacional lo obtuvo al comenzar a trabajar con Roberto Gómez Bolaños en 1979, año en que fue introducido como un nuevo personaje en El Chavo del 8, esto después de la salida de Ramón Valdés de la emisión. Su primer acercamiento con Bolaños fue en una aparición que realizó para El Chapulín Colorado en 1973, y ya trabajando con él, también tendría varias intervenciones en el programa Chespirito. 
A pesar de no ser uno de los personajes con los que originalmente inició sus transmisiones, su papel como «Jaimito, el cartero» en El Chavo del 8 continúa siendo recordado por los seguidores de la serie, e incluso se le considera como un símbolo de la ciudad de Tangamandapio, Michoacán, lugar de donde ficticiamente era originario el personaje.

## Biografía y carrera

### 1918-1926: primeros años
Raúl Padilla García nació el 17 de junio de 1918 en Monterrey, Nuevo León, siendo hijo de los histriones teatrales Juan Bautista Padilla  y Candelaria García. Poco después de haber nacido, la familia se mudó a Nuevo Laredo, Tamaulipas. Presionado por su familia, comenzó una carrera como actor infantil, por lo que desde muy pequeño se le educó artísticamente para poder integrarse a la compañía teatral de su padre. La misma recorrió todo México a principios de la década de 1920, y Raúl comenzó a tomar clases de actuación cuando tenía apenas cuatro años de edad. Esto último no fue algo que disfrutara haber vivido, ya que siendo un adulto recordaba sus inicios artísticos con poco orgullo debido a que en sus propias palabras «no tuvo una infancia normal», comentando lo siguiente: 

Me doy cuenta de que la vida de todos es normal, la mía no. Todos han tenido un hogar, se desarrollaron, los educaron. Yo no. Mi vida ha sido muy aburrida. Nací en 1918, tengo 64 años y empecé a trabajar en el teatro el 3 de septiembre de 1923.

También se ha mencionado que su trabajo como actor comenzó en una carpa, que eran un tipo de teatro ambulante muy popular en México a inicios del siglo 20, esta se llamaba «Aurora». Tuvo cuatro hermanos; Juan, Lupe, Ricardo y José Luis, quienes también se dedicaron a la actuación teatral siendo impulsados por su padre. Otro aspecto de su infancia que le llegó a molestar y comento siendo adulto, fue la falta de pertenencia a algún lugar, pues a decisión de su padre, se tuvo que mudar a varias ciudades del país y al extranjero. Acerca de esto, él declaró lo siguiente: 

Nunca tuve un hogar. Mi vida transcurrió entre escenarios y libretos, primero acompañando a mi padre y luego por mi profesión.

### 1926-1964: incursión teatral y matrimonio
En 1926, debutó como actor en Ciudad de México, presentándose en el teatro Principal, donde realizó una comedia que por su novedad, logró prolongarse hasta 1928. El 25 de julio de 1944, Padilla contrajo matrimonió con la actriz Lili Inclán, con quien estuvo casado toda su vida hasta su fallecimiento en 1994. Junto a Inclán, procreó dos hijos, José Luis Padilla Inclán, y Raúl «Chóforo» Padilla; este último siguió los mismos pasos que sus padres, y al crecer, se convirtió en actor, sobresaliendo por su trabajo como comediante en películas del cine de ficheras.

### 1964-1968: inicios en televisión y cine
Su carrera continuo siendo exclusiva en teatros durante varios años y algunas décadas, hasta la llegada de los sesenta cuando debutó en la televisión con las telenovelas México 1900, y Juan José, ambas transmitidas en 1964. En esa época, el éxito y popularidad de este género televisivo se vio reflejado, por lo que optaría por continuar participando en otras producciones del mismo tipo tales como La dueña, El corrido de Lupe Reyes, El usurpador, y Atormentada. Padilla haría su primera aparición en una película pero sin ser acreditado en Caballo prieto azabache de 1968, donde personificó a Pancho Villa.

## Muerte
El 3 de febrero de 1994, Padilla falleció en Ciudad de México a los 75 años de edad, a causa de un infarto agudo de miocardio, cardio esclerosis, y diabetes mellitus. Su cuerpo fue cremado en el Panteón Civil de Dolores, ubicado en la misma ciudad. El paradero final de sus cenizas es desconocido. Cabe destacar que su acta de defunción menciona erróneamente que nació en Ciudad de México.

### Leyenda urbana
Existe una leyenda urbana, repetida por varios medios de comunicación, que cuenta que el actor había fallecido en un set de grabación después de concluir las filmaciones de un sketch de «Los Caquitos» para el programa Chespirito. En este mito se menciona que en el libro de memorias Sin querer, queriendo, escrito por Roberto Gómez Bolaños y publicado en 2006, supuestamente se leía lo siguiente:

Después de grabar lo estuve esperando en la escalera para demostrarle que yo también podía brincar desde el quinto escalón. Pero no bajaba. Entonces subí para ver si le pasaba algo y ya estaba muerto. Se evitó la fatiga para siempre.

Sin embargo, ni en el certificado de defunción de Padilla ni en dicho libro se menciona que haya fallecido en tal lugar. Lo que el libro de memorias realmente dice es que fue Roberto Gómez Fernández quien le informó a Chespirito que Padilla «había muerto por una diabetes que le produjo un deterioro general».
Asimismo, la supuesta cita que acompañaba al mito en realidad proviene de la novela de 1995 El diario del Chavo del 8, escrita también por Roberto Gómez Bolaños, y que en realidad cuenta la muerte del personaje interpretado por Padilla, «Jaimito, el cartero», y no la del actor. En el texto se lee lo siguiente:

Ayer sucedió lo mismo que la otra vez: que Jaimito el Cartero no salió de su casa para nada. Yo me di cuenta porque había estado esperando a que él bajara para que viera que ya puedo brincar desde el quinto escalón de la escalera. Pero nada que bajaba. Entonces subí para ver si le pasaba algo. Y lo que pasaba era que ya estaba muerto […]. Tenía los ojitos cerrados, como si nomás estuviera dormido. Y hasta parecía como si estuviera soñando algo bonito, pues tenía cara de estar contento. Pero no puede ser, porque ni modo que le diera gusto morirse. O quién sabe, porque Jaimito el Cartero siempre decía que prefería evitar la fatiga… o sea que ya evitó la fatiga para siempre.

## Legado

### Estatua

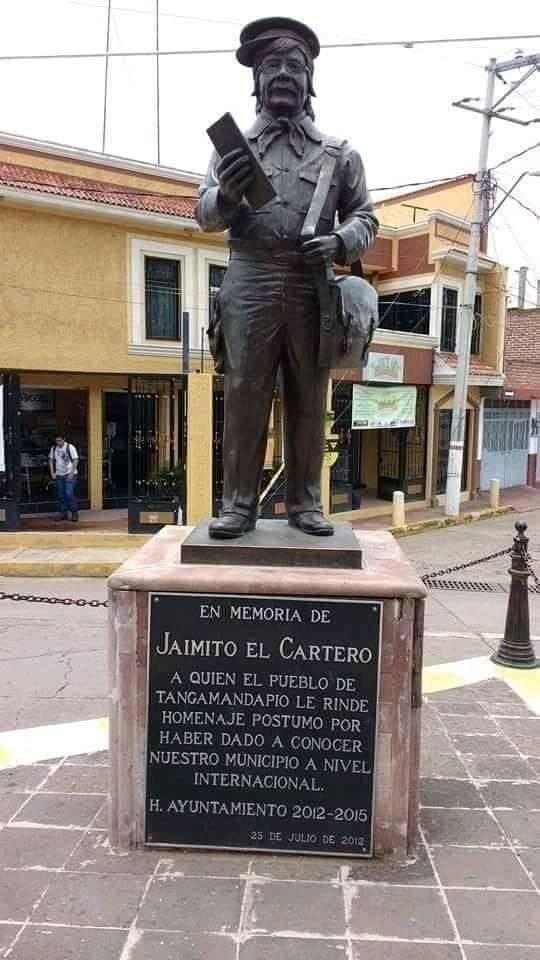
La estatua de bronce que se le realizó en homenaje. Esta se encuentra ubicada en Tangamandapio.

El 25 de julio de 2012, en Tangamandapio, Michoacán, el pueblo natal de Jaimito, el cartero, se develó una estatua de bronce de 1.70 m de alto en su honor que tuvo un costo superior a los dos millones de pesos.

### Videojuegos
| Año  | Título           | Notas                               | Ref.          |
| ---- | ---------------- | ----------------------------------- | ------------- |
| 2003 | Street Chaves    | Como Jaimito, el cartero (Jaiminho) | [ 29 ] [ 30 ] |
| 2022 | Street Chaves II | Como Jaimito, el cartero (Jaiminho) | [ 31 ]        |

## Filmografía

### Cine
- El chivo (1992): el Chivo/don Justo Madrazo
- Este vampiro es un tiro (1991)
- El pájaro con suelas (1989)
- Las traigo muertas (1987)
- El ratero de la vecindad 2 (1985)
- Entre ficheras anda el diablo - La pulquería 3 (1984)
- Charrito (1984): Sheriff
- Las glorias del Gran Púas (1984)
- Sexo vs. Sexo (1983)
- Don Ratón y don Ratero (1983): Bóxer
- La pulquería 2 (1982)
- El Chanfle 2 (1982): Paco
- Juan el enterrador (1981)
- El mil usos (1981)
- Burlesque (1980)
- Las tentadoras (1980)
- El secuestro de los cien millones (1980)
- Hilario Cortés, el rey del talón (1980)
- Cuentos colorados (1980)
- El Chanfle (1979): Paco
- ¿A qué le tiras cuando sueñas... Mexicano? (1979)
- El ministro y yo (1976): licenciado
- Espejismo de la ciudad (1976): don Fili
- El albañil (1975)
- Bellas de noche (1975): don Atenógenes
- Calzonzin inspector (1974)
- Vidita negra (1973)
- Emiliano Zapata (1970)
- La gran aventura (1969)
- Con licencia para matar (1968)
- Caballo prieto azabache (1968): Doroteo Arango/General Villa

### Televisión
- Con Humor al estilo Chespirito (1993): Nicanor  (en el sketch «Don Calavera»)
- Chespirito (1980), (1982-1994): Jaimito, el cartero,  (en el sketch «El Chavo»), licenciado Raúl Morales (en el sketch «Los Caquitos»), policía (en el sketch «Los Chifladitos»), varios personajes
- El Chavo del 8 (1979-1980): Jaimito, el cartero
- El Chapulín Colorado (1979): constructor (1 episodio)
- El mundo de Luis de Alba (1978-1982): varios personajes
- Gotita de gente (1978): Tacho
- Acompáñame (1977): Efrén
- El gran circo de Capulina (1975-1976): varios personajes
- Ha llegado una intrusa (1974): Yando
- El honorable señor Valdez (1973): don Carlos
- Lucía Sombra (1971): comisario Vidal
- Los Polivoces (1971): padre de «la Nacha»
- Yesenia (1970): «el Patriarca»
- Angelitos negros (1970): don Romualdo
- Rubí (1968): Francisco
- Duelo de pasiones (1968): «Cuco»
- El usurpador (1967)
- Atormentada (1967)
- El corrido de Lupe Reyes (1966)
- La dueña (1966)
- Juan José (1964)